# Pustiměřské Prusy
Pustiměřské Prusy (dříve Německé Prusy, německy: Deutsch Preussen) je vesnice ležící 6 kilometrů východně od Vyškova na silnici z Vyškova do Prostějova v nadmořské výšce 275 m n. m. S Pustiměří jsou Pustiměřské Prusy spojeny od roku 1942. Původně se nacházely v samostatném katastrálním území, které bylo roku 1983 začleněno do katastru Pustiměře.

## Název
Na vesnici bylo přeneseno původní pojmenování jejích obyvatel Prusi, které označovalo obyvatele Pruska. Snad se jednalo o vesnici pruských válečných zajatců. Přívlastek Německé (do 16. století se ve vsi mluvilo německy) doložen od druhé poloviny 15. století, sloužil k odlišení od blízkých Moravských Prus. Přívlastek byl změněn na Pustiměřské v roce 1949.

## Historie
První písemná zmínka o osadě Prusy je z roku 1322, kdy byla poprvé uvedena v dataci „in villa Brus circa Pustimir“.
V roce 1362 ji koupil Buško z Melic se svými syny Smilem, Vojtěchem a Radslavem.

## Obyvatelstvo
Vývoj počtu obyvatel za celou obec i za jeho jednotlivé části uvádí tabulka níže, ve které se zobrazuje i příslušnost jednotlivých částí k obci či následné odtržení.
| Místní části (rok odtržení) | Místní části (rok odtržení) | 1791 | 1834 | 1869 | 1880 | 1890 | 1900 | 1910 | 1921 | 1930 | 1950 | 1961 | 1970 | 1980 | 1991 | 2001 | 2011 |
| --------------------------- | --------------------------- | ---- | ---- | ---- | ---- | ---- | ---- | ---- | ---- | ---- | ---- | ---- | ---- | ---- | ---- | ---- | ---- |
| Počet obyvatel              | část Pustiměřské Prusy      | 611  | 630  | 623  | 725  | 738  | 733  | 824  | 898  | 768  | 724  | 755  | 700  | 715  | 722  | 820  | 932  |
| Počet obyvatel              | část Pustiměř (1942)        |      |      |      |      |      |      |      |      |      | 810  | 827  | 748  | 745  | 686  | 708  | 704  |
| Počet obyvatel              | celá obec                   | 611  | 630  | 623  | 725  | 738  | 733  | 824  | 898  | 768  | 1534 | 1602 | 1448 | 1460 | 1408 | 1528 | 1636 |
| Počet domů                  | část Pustiměřské Prusy      | 100  | 123  | 126  | 134  | 139  | 143  | 159  | 167  | 184  | 202  | -    | 197  | 206  | 234  | 253  | 275  |
| Počet domů                  | část Pustiměř               |      |      |      |      |      |      |      |      |      | 212  | 212  | 197  | 197  | 221  | 225  | 239  |
| Počet domů                  | celá obec                   | 100  | 123  | 126  | 134  | 139  | 143  | 159  | 167  | 184  | 414  | 414  | 394  | 403  | 455  | 478  | 514  |

## Pamětihodnosti
- Sousoší Kalvárie
- Zvonice se sochou sv. Jana Nepomuckého
- Boží muka
- Krucifix

## Osobnosti
S obcí jsou spjaty tyto osobnosti:
- Benedikt Jan Karel Korčian – propagátor včelařství a člen panské sněmovny ve Vídni, rajhradský opat (1840)
- ThDr. h. c. Alois Spisar – přední teolog československé církve (1874)

## Fotogalerie

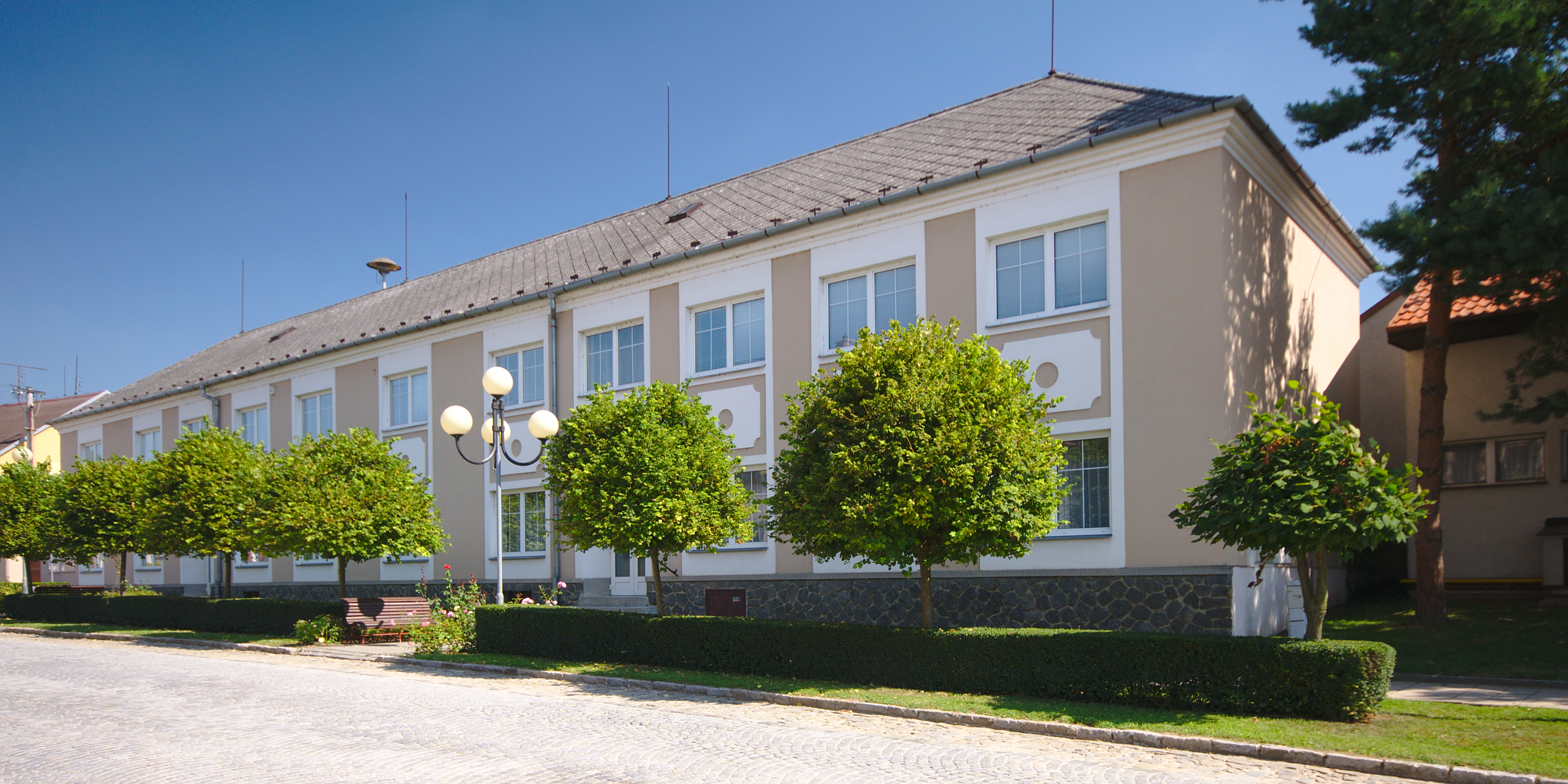
Obecní úřad
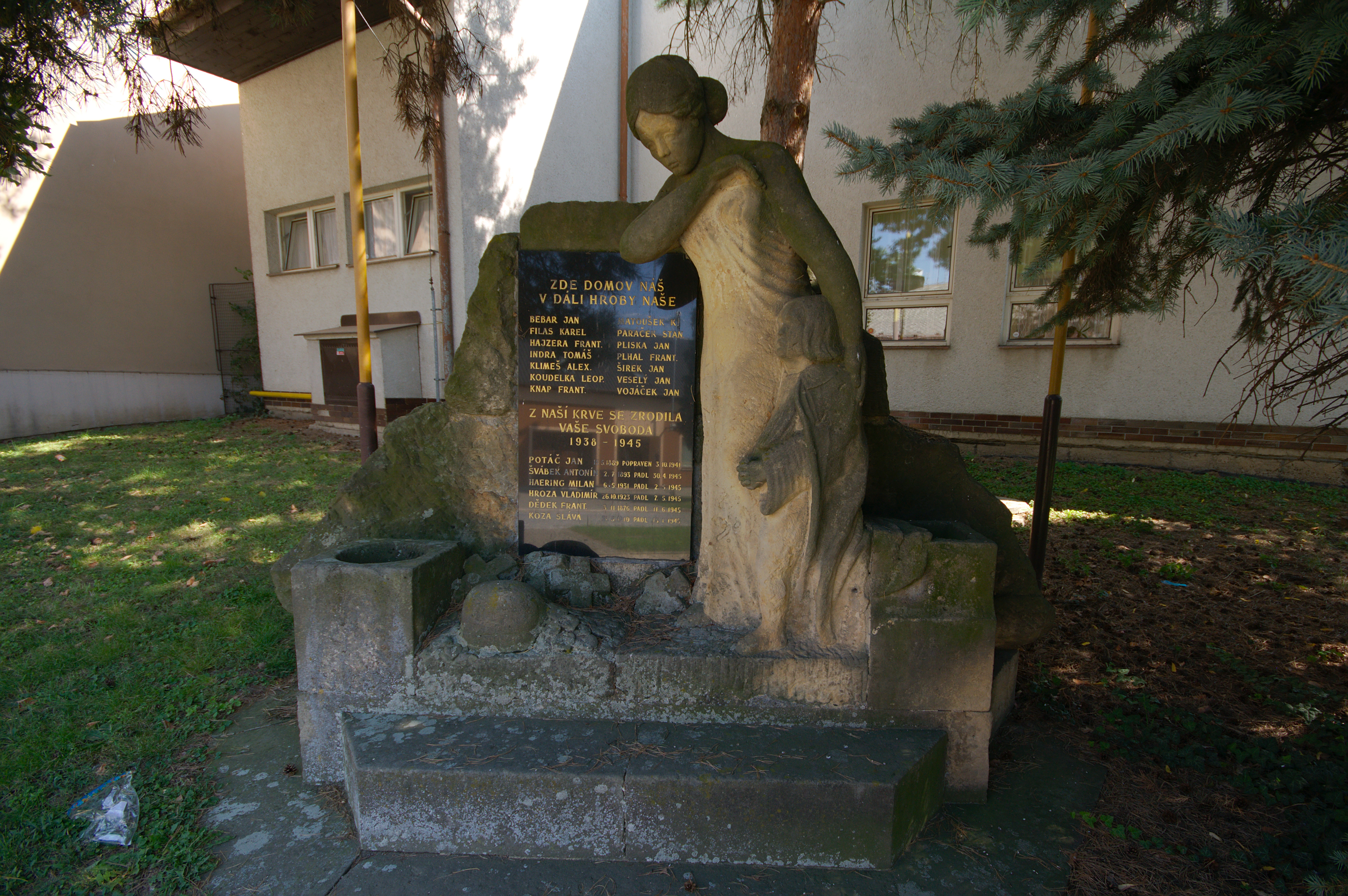
Památník obětem světových válek
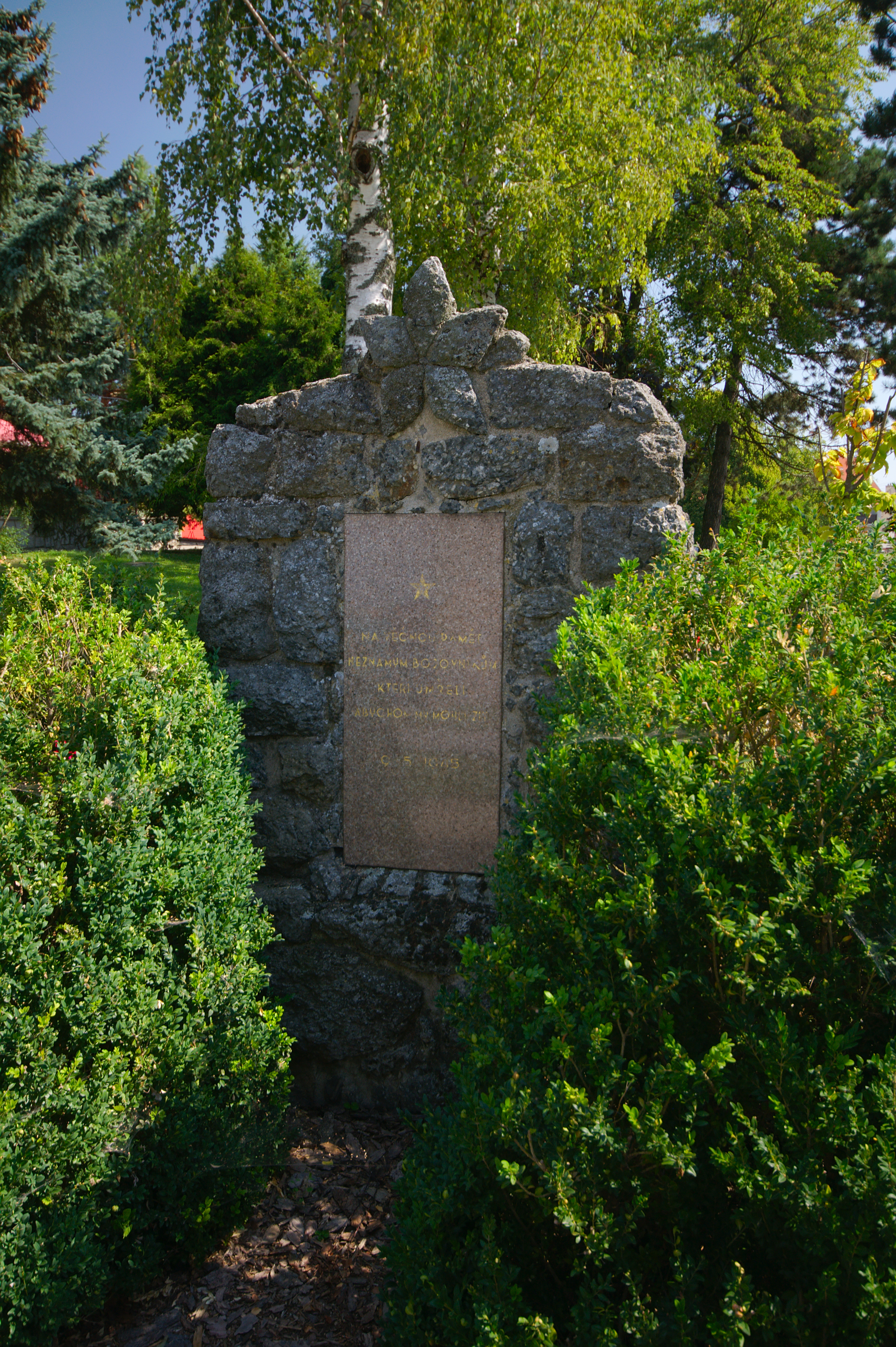
Památník osvobození
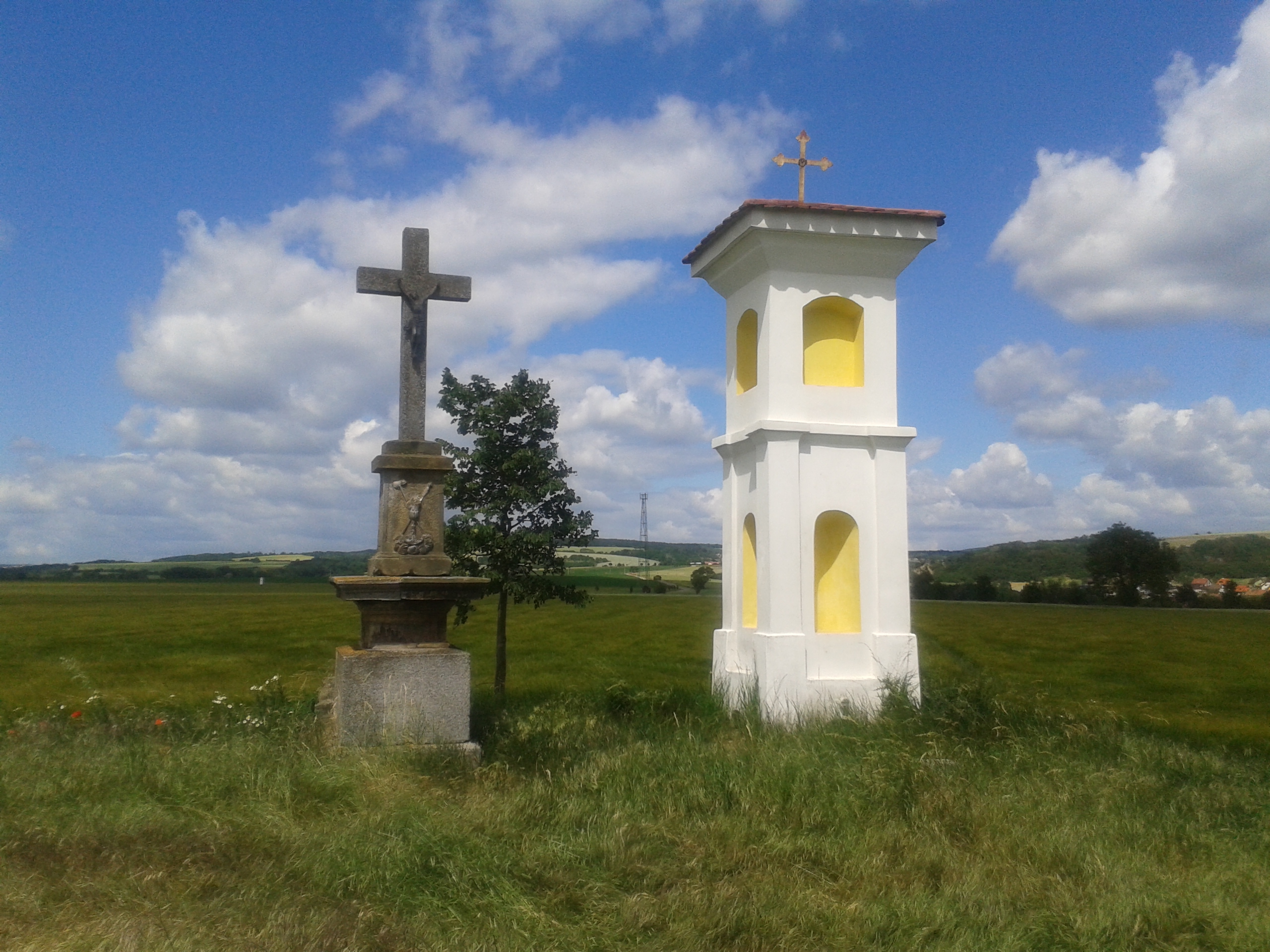
Boží muka
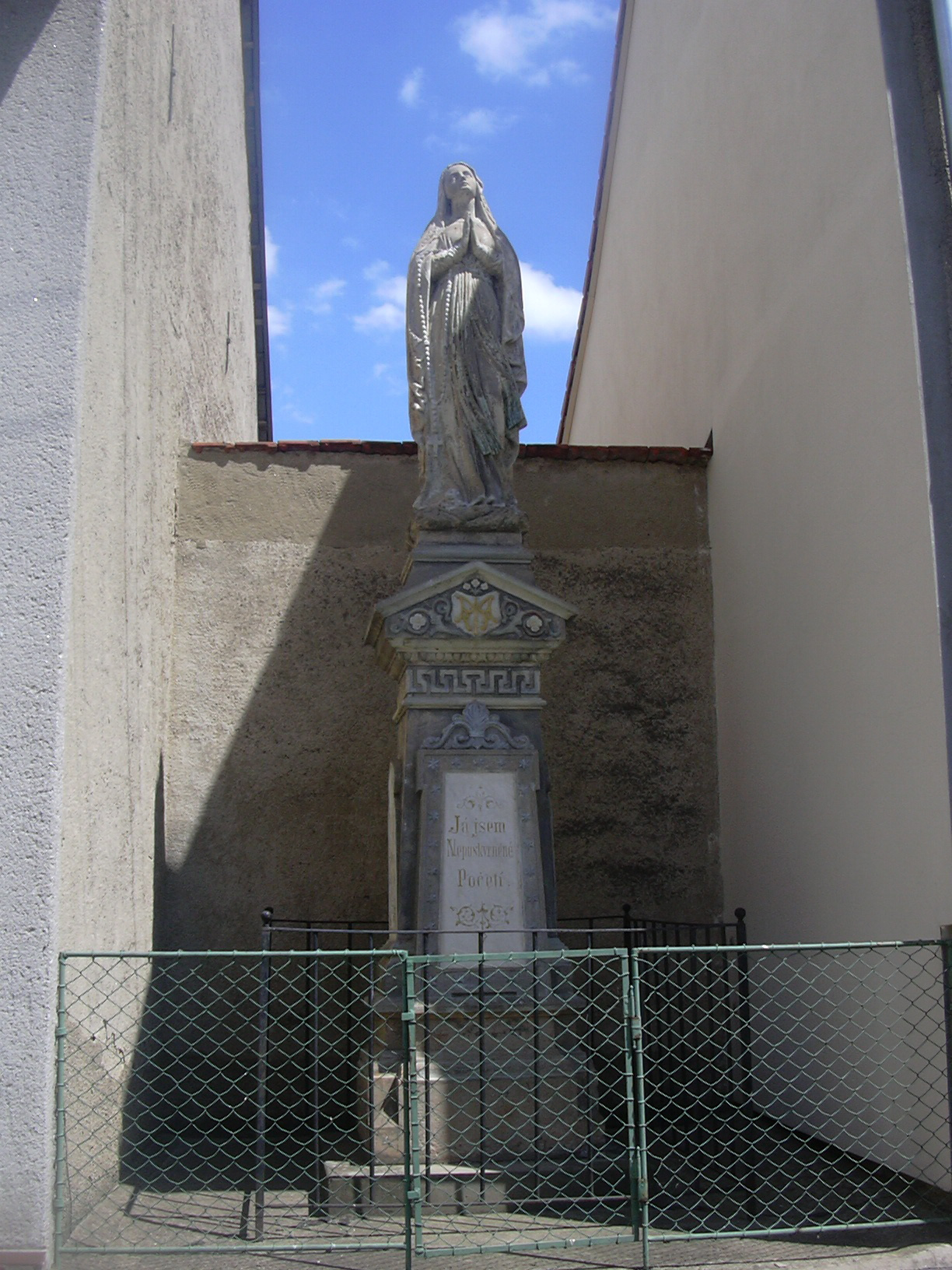
Socha Panny Marie
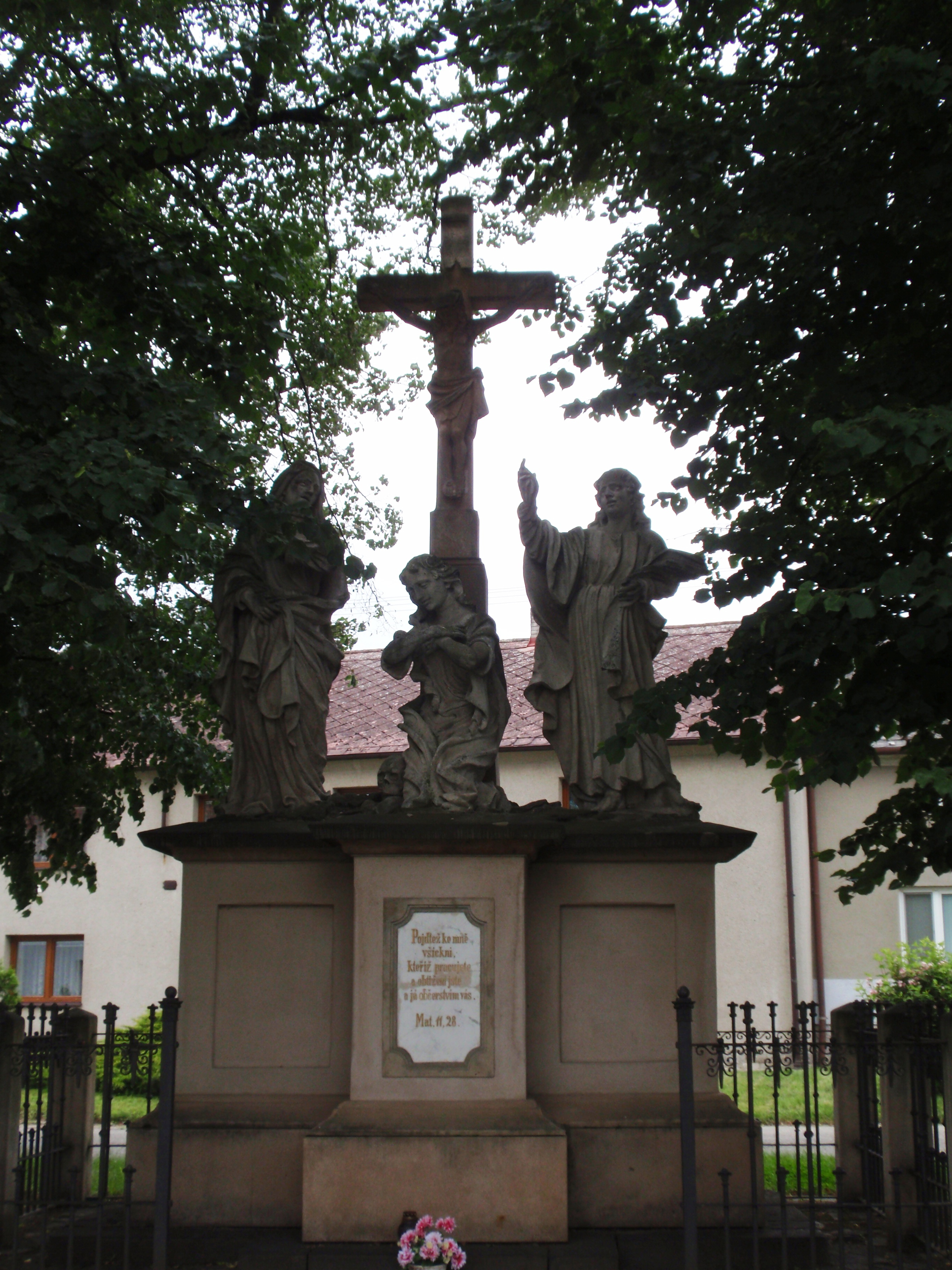
Kalvárie
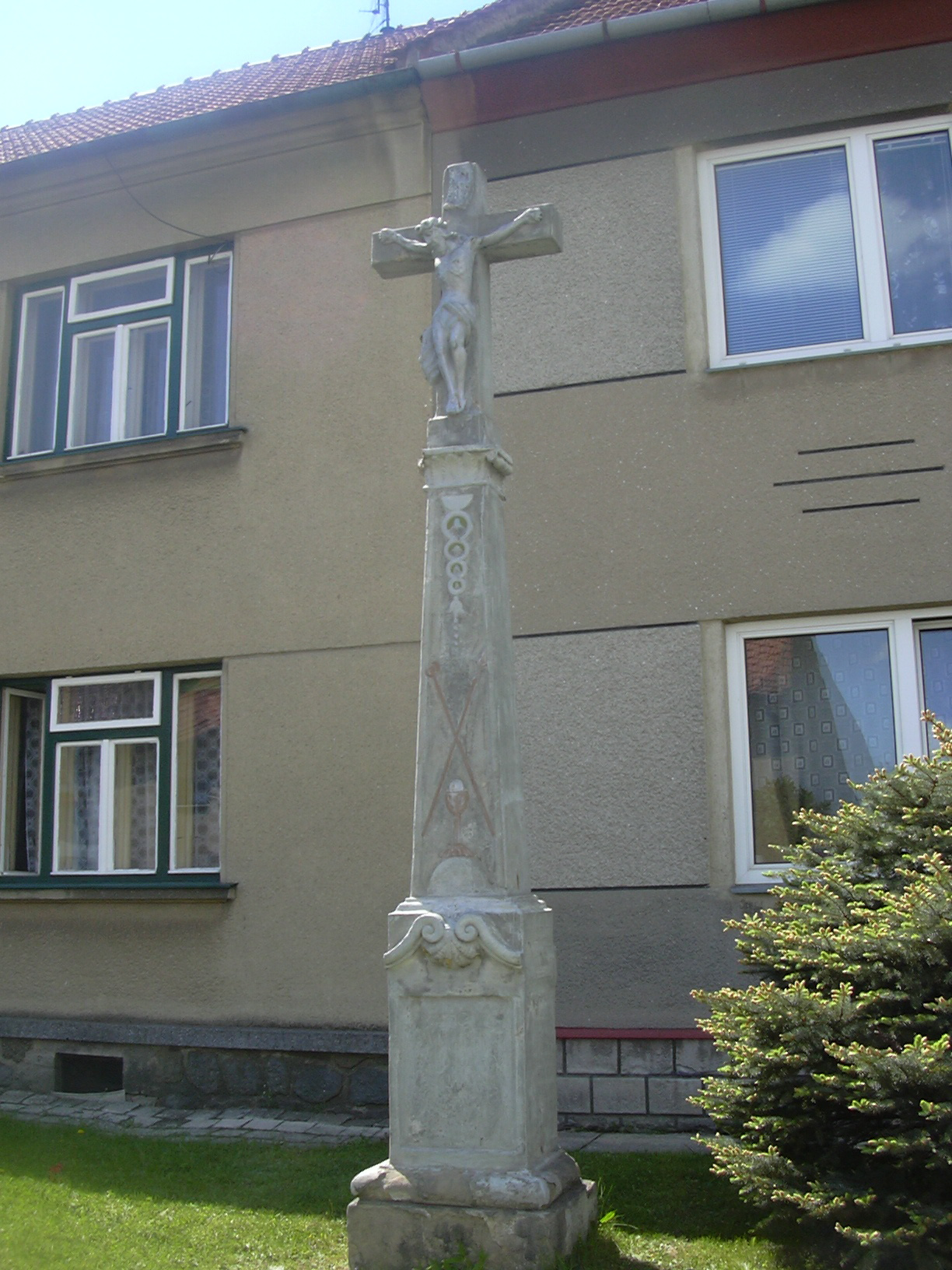
Kříž